# Anders Svensson
Anders Gunnar Svensson (* 17. Juli 1976 in Göteborg) ist ein schwedischer ehemaliger Fußballspieler. Er ist seit dem 10. September 2013 alleiniger schwedischer Rekordinternationaler.

## Fußballkarriere
Svensson fing im Alter von vier bis fünf Jahren mit dem Fußballspielen an, wobei sein damaliger Lieblingsfußballer Michael Laudrup war.
Seine Karriere begann bei der Fußballmannschaft Guldhedens IK (1980–1990). Er wechselte dann zu Hestrafors IF (1990–1992). Nach zwei Jahren ging er zu IF Elfsborg (1992–2001) und wurde anschließend, mittlerweile als einer der besten schwedischen Mittelfeldspieler, für vier Jahre vom FC Southampton für 750.000 Euro verpflichtet. Seine Beziehung zum Cheftrainer Gordon Strachan wurde allerdings in Zeitungsberichten oft als weniger gut beschrieben.
Zuvor hatte er am 27. November 1999 gegen Südafrika das erste Spiel für die schwedische Fußballnationalmannschaft absolviert und trägt seitdem für sein Land normalerweise das Trikot mit der Nummer 8. Im April 2001 erlitt er eine schwerwiegende Knieverletzung, von der er sich langsam wieder erholen konnte.
Bekannt wurde er bei der WM 2002, als er einen Freistoß aus 20 Metern ins argentinische Tor beförderte und damit das Ausscheiden der Südamerikaner besiegelte. Am liebsten spielt er im zentralen Mittelfeld, von wo aus er seine „tödlichen“ Pässe am besten spielen kann und seine Schussstärke bei Distanzschüssen unter Beweis stellen kann.
Mit seiner kreativen Spielweise half er Schweden in der Gruppenphase der WM, in der „Todesgruppe“, gegen die hochkarätigen Gegner aus England, Argentinien und Nigeria zu bestehen und anschließend ins Achtelfinale einzuziehen. Im Achtelfinalspiel gegen Senegal schoss Svensson den Ball in der Verlängerung an den Pfosten, was das Golden Goal für Schweden bedeutet hätte. Kurze Zeit später schoss der Senegal das Golden Goal und warf Schweden aus dem Turnier.
Svensson konnte anschließend auch in seiner zweiten Saison in der englischen Premier League seine guten Leistungen bestätigen und absolvierte mit der schwedischen Nationalmannschaft zudem die Euro 2004 in Portugal.
Ein Jahr später verließ Svensson den FC Southampton für 1,65 Millionen Euro und kehrte dabei zu seinem alten Verein Elfsborg IF zurück. Bei der WM 2006 kam er insgesamt nur 62 Minuten zum Einsatz, was viele Diskussionen in Schweden auslöste.
In der Spielzeit 2006 führte er als Kapitän IFE nach 45 Jahren Pause zum fünften schwedischen Meistertitel der Vereinsgeschichte. Dabei verpasste er kein Saisonspiel. Auch in der Folge stand er regelmäßig für seinen Arbeitgeber auf dem Platz und wurde nicht zuletzt wegen seiner Konstanz von Nationaltrainer Lars Lagerbäck für die Europameisterschaft 2008 nominiert.
Svensson heiratete im Juni 2007 Emma Johansson und lebt mit ihr und ihren gemeinsamen Sohn (* 2010) in Göteborg.
Nach einem Muskelfaserriss im September 2008 wurde Anders Svensson am 25. September 2008 operiert und musste bis Januar 2009 in Rehabilitation bleiben.
Am 23. Mai 2009 wurde auf dem Platz in Guldheden (Göteborg), auf dem Anders Svensson selbst als Kind Fußball gespielt hat, ein neues Kunstrasenspielfeld eingeweiht, das ihm zu Ehren den Namen „Anders Svensson-vallen“ trägt. Zu diesem Anlass gab es ein Spiel zwischen der damaligen Mannschaft Svenssons und den ehemaligen IFK Göteborg Spielern, die 1982 den UEFA-Cup gewonnen hatten.
Ab dem 1. Länderspiel unter dem neuen Trainer Erik Hamrén, am 18. November 2009, war Anders Svensson Kapitän der schwedischen Nationalmannschaft. Als Zlatan Ibrahimović am 16. Juli 2010 zur Nationalmannschaft zurückkehrte, bestimmte Hamrén, dass sich die beiden die Kapitänsbinde teilen.
Am 23. September 2010 verlängerte Anders Svensson seinen Vertrag bei IF Elfsborg bis 2013. Hier spielte er bis zu seinem Karriereende 2015.
Während der Fußball-Europameisterschaft 2012 spielte Anders Svensson sein 130. Länderspiel für Schweden. Damit ist er nicht nur der Spieler mit den zweitmeisten Einsätzen für das Nationalteam nach Thomas Ravelli, sondern auch Rekordhalter als Spieler, der am meisten Länderspiele unter ein und demselben Club bestritt, nämlich 84.
Am 4. November 2012 führte Anders Svensson seinen Club IF Elfsborg zum zweiten Mal als Kapitän zum schwedischen Meistertitel.
Am 6. September 2013 stellte er mit seinem 143. Länderspiel den Rekord von Thomas Ravelli ein und erhöhte ihn vier Tage später auf 144 Spiele.
Am 12. Dezember 2013 gab Anders Svensson offiziell bekannt seine Karriere als schwedischer Nationalspieler nach 14 Jahren und 148 Länderspielen zu beenden.

## Erfolge
- Mittelfeldspieler des Jahres: 2000[10]
- Nominierung zum Mittelfeldspieler des Jahres: 2002, 2008, 2009, 2010 , 2011, 2012, 2013
- Schwedischer Pokalsieger: 2001
- Schwedischer Meister: 2006, 2012